# Зграда Војномедицинске академије у Санкт Петербургу
Зграда Војномедицинске академије у Санкт Петербургу једна је од најстаријих школих зграда у Санкт Петербургу и Руској Федерацији, изграђена према пројекату за изградњу медицинске школе одобреном 18. децембра 1798. године, у непосредној близини Копнене и поморске болнице, основане почетком 18. века, на Виборгсој страни, у историјском и архитектонском смислу најинтересантније велике  зграда Копнене и поморске болнице, подигнута 1720-их година.
Име аутора овог пројекта није утврђено.
У 19. веку, око ове зграде  развио се огроман медицински град, са зградама бројних клиника, Ветеринарски  и Анатомским институт  и др објекти.

## Положај
Главна зграда изграђена специјално за Царску медицинско-хируршке академије у Санкт Петербургу,  налази се као предворје дворишта према Компанеиској улици (касније Нижњи Новгородској), а сада академика Лебедева 6,  на садашњем Болшој Сампсонијевском проспекту, на Виборгсој страни у једаном од историјских делова Санкт Петербурга, који се налази  на десној обали реке Неве и Болшаја Невка,  левообалног дела Невског округа и дела Нарве (који је постао део Кировског округа), који је стекао славу због великог броја фабрика и учешћа њихових радника у Октобарској револуцији 1917.
Ова зграда је данас један од 112 капиталних објеката градитељске целине Војномедицинске академија С. М. Киров, која имају статус споменика архитектуре на списку УНЕСКО-а  и под заштитом су Рускије.

## Изглед
Зграда Војномедицинске академије у Санкт Петербургу је двоспратна камена зграда у која се састоји од централне зграде смештене дубоко у пространом предњем дворишту и два симетрична, правоугаона бочна крила окренута ка улици.
Изградњом је руководио архитекта А. Порто. Израда пројекта зграде одвијала се по програму који су израдили лекари за потребе оснивања образовних клиника, амфитеатара, учионица, библиотеке, стамбених просторија за студенте итд. Изградња је замишљена и изведена у великим делом као Медицински факултет и  болница према највишим захтеве медицинске науке с краја 18. и с почетком 19. века.
Општи карактер композиције зграде је типичан за руски класицизам касних 1790-их. Централно здање, завршено портиком од шест коринтских стубова са фронтоном, крунисано је куполом сличног обриса као и купола палате Тауриде. Сличне куполе крунишу кубичне угаоне павиљоне бочних крила,са  завршеним лођама. 
Значајно уметничко дело представљала је унутрашња декорација просторија главне зграде, посебно конференцијске сале, украшене живописним паноима 1810-их година према скици Д. Бернасконија. Конференцијска сала је два пута преуређена: 1913. године, када је дрвена купола изнад ње замењена армирано-бетонском, и 1936. године, када је сала претворена у предворје и у њој уграђено степениште. Поред четири стуба овој сали је додато још дванаест, обложених вештачким мермером.
Зидови новоизграђеног степеништа завршени су канелираним пиластрима. Године 1947. поново су креирани живописни панели у предворју.

## Башта и спомен обележја
Баште које се налазе на територији Зграде  Војномедицинске академије настале су и пре њене изградње, на огромној површини правилног распореда.
Крајем 18. и почетком 19. века, током изградње зграде Медицинско-хируршке академије, вртови су поново планирани. 
Године 1859. испред зграде Војномедицинској академије у Санкт Петербургу, по пројекту Дејвида Џенсена, подигнут је споменик председнику академије Ј. В. Вилију, који је стајао је на тргу испред седишта (главне зграде), а сада стоји у дворишту близини зграде некадашње Михајловске болнице, изграђене о трошку хирурга, а на њеном месту је споменик богињи здравља Хигији - симболу ВМА. Раније је Хигиеа стајала на месту споменика „Војним лекарима који су пали у ратовима“ (угао Боткинске и Бољшој Сампсоњевског).